# Leon Hammel
Leon Hammel (* 24. April 1996 in Frankfurt am Main) ist ein deutscher Fußballspieler. 

## Karriere
Nach seinen Anfängen in der Jugend von Eintracht Frankfurt wechselte er im Sommer 2012 in die Jugendabteilung des FSV Frankfurt. Da er sich dort allerdings nicht durchsetzen konnte, wurde er zur Rückrunde der Saison 2015/16 an den Regionalligisten TuS Erndtebrück ausgeliehen. Nach der Rückkehr zu seinem Stammverein kam er auch zu seinem ersten Einsatz in der 3. Liga, als er am 32. Spieltag bei der 0:3-Auswärtsniederlage gegen den SC Paderborn 07 in der Startformation stand. Nach dem Abstieg der Frankfurter wechselte er im Sommer 2017 zum Oberligisten SC Hessen Dreieich. Nachdem er für seinen Verein nur zwei Spiele bestritten hatte, legte er im Sommer 2018 eine einjährige Fußballpause ein. Daran anschließend unterschrieb er im Sommer 2019 einen Vertrag beim Verbandsligisten Spvgg. 03 Neu-Isenburg.